# Póvoa de Santo Adrião
Póvoa de Santo Adrião é uma vila portuguesa do Município de Odivelas, no Distrito de Lisboa, que foi sede da extinta Freguesia de Póvoa de Santo Adrião, freguesia que tinha 0,78 km² de área e 13 061 habitantes (2011), e, por isso, uma densidade populacional de 16 744,9 hab./km².

A Freguesia de Póvoa de Santo Adrião foi extinta (agregada) pela reorganização administrativa de 2012/2013, sendo o seu território integrado na então criada União de Freguesias da Póvoa de Santo Adrião e Olival Basto.
A povoação de Póvoa de Santo Adrião foi elevada à categoria de vila em 1986-08-23.

## Geografia
A Póvoa de Santo Adrião foi uma freguesia que faz fronteira com as freguesias de Odivelas e Olival Basto (no Município de Odivelas), e com as de Frielas e Santo António dos Cavaleiros (no Município de Loures).
Esta freguesia possui vários lugares como o Casal do Privilégio, Bairro do Barruncho (Quinta do Barruncho) entre outros.
A Freguesia de Olival Basto, que além do núcleo urbano central inclui a Quinta da Várzea e a Quinta da Serra, foi desanexada da Freguesia de Póvoa de Santo Adrião em 1989. Com o novo mapa administrativo aprovado em 2013, e apesar da significativa contestação a esta reforma a nível nacional, as duas freguesias voltaram a ser reunidas.

## População
| População da freguesia de Póvoa de Santo Adrião | População da freguesia de Póvoa de Santo Adrião | População da freguesia de Póvoa de Santo Adrião | População da freguesia de Póvoa de Santo Adrião | População da freguesia de Póvoa de Santo Adrião | População da freguesia de Póvoa de Santo Adrião | População da freguesia de Póvoa de Santo Adrião | População da freguesia de Póvoa de Santo Adrião | População da freguesia de Póvoa de Santo Adrião | População da freguesia de Póvoa de Santo Adrião | População da freguesia de Póvoa de Santo Adrião | População da freguesia de Póvoa de Santo Adrião | População da freguesia de Póvoa de Santo Adrião | População da freguesia de Póvoa de Santo Adrião | População da freguesia de Póvoa de Santo Adrião |
| ----------------------------------------------- | ----------------------------------------------- | ----------------------------------------------- | ----------------------------------------------- | ----------------------------------------------- | ----------------------------------------------- | ----------------------------------------------- | ----------------------------------------------- | ----------------------------------------------- | ----------------------------------------------- | ----------------------------------------------- | ----------------------------------------------- | ----------------------------------------------- | ----------------------------------------------- | ----------------------------------------------- |
| 1864                                            | 1878                                            | 1890                                            | 1900                                            | 1911                                            | 1920                                            | 1930                                            | 1940                                            | 1950                                            | 1960                                            | 1970                                            | 1981                                            | 1991                                            | 2001                                            | 2011                                            |
| 340                                             | 312                                             | 380                                             | 427                                             | 605                                             | 748                                             | 766                                             | 1 006                                           | 1 518                                           | 4 966                                           | 9 367                                           | 19 386                                          | 14 463                                          | 14 704                                          | 13 061                                          |

Nos anos de 1864 e 1878 pertencia ao concelho dos Olivais, extinto por decreto de 22/07/1886. Pela Lei nº 28/97, de 12 de Julho foram alterados os limites das freguesias de Póvoa de Santo Adrião e Santo António dos Cavaleiros, no concelho de Loures. Fez parte do concelho de Loures até 14 de Dezembro de 1998. Com lugares desta freguesia foi criada, pela Lei  nº 72/89, de 28 de Agosto, a freguesia de Olival de Basto

## História
Foi nesta freguesia onde morou o pintor Pedro Alexandrino numa quinta chamada "Quinta do Pintor".Este pintor pintou várias telas de igrejas em Lisboa após o terramoto de 1755 pintando também as telas da Igreja Matriz na Póvoa de Santo Adrião, terra onde morava.
Esta freguesia foi criada em meados do século XVII, com o nome de Póvoa de Loures, e é a mais antiga do concelho de
Odivelas, tendo-se desmembrado precisamente da freguesia de Loures. Esta freguesia foi uma das mais devastadas nas cheias de 1967. Foi elevada a vila em 23 de Agosto de 1986.
A freguesia do Olival Basto, que além do núcleo urbano central inclui a Quinta da Várzea e a Quinta da Serra, foi desanexada da Póvoa de Santo Adrião em 1989. Com o novo mapa administrativo aprovado em 2013, e apesar da significativa contestação a esta reforma a nível nacional, as duas freguesias voltaram a ser reunidas.

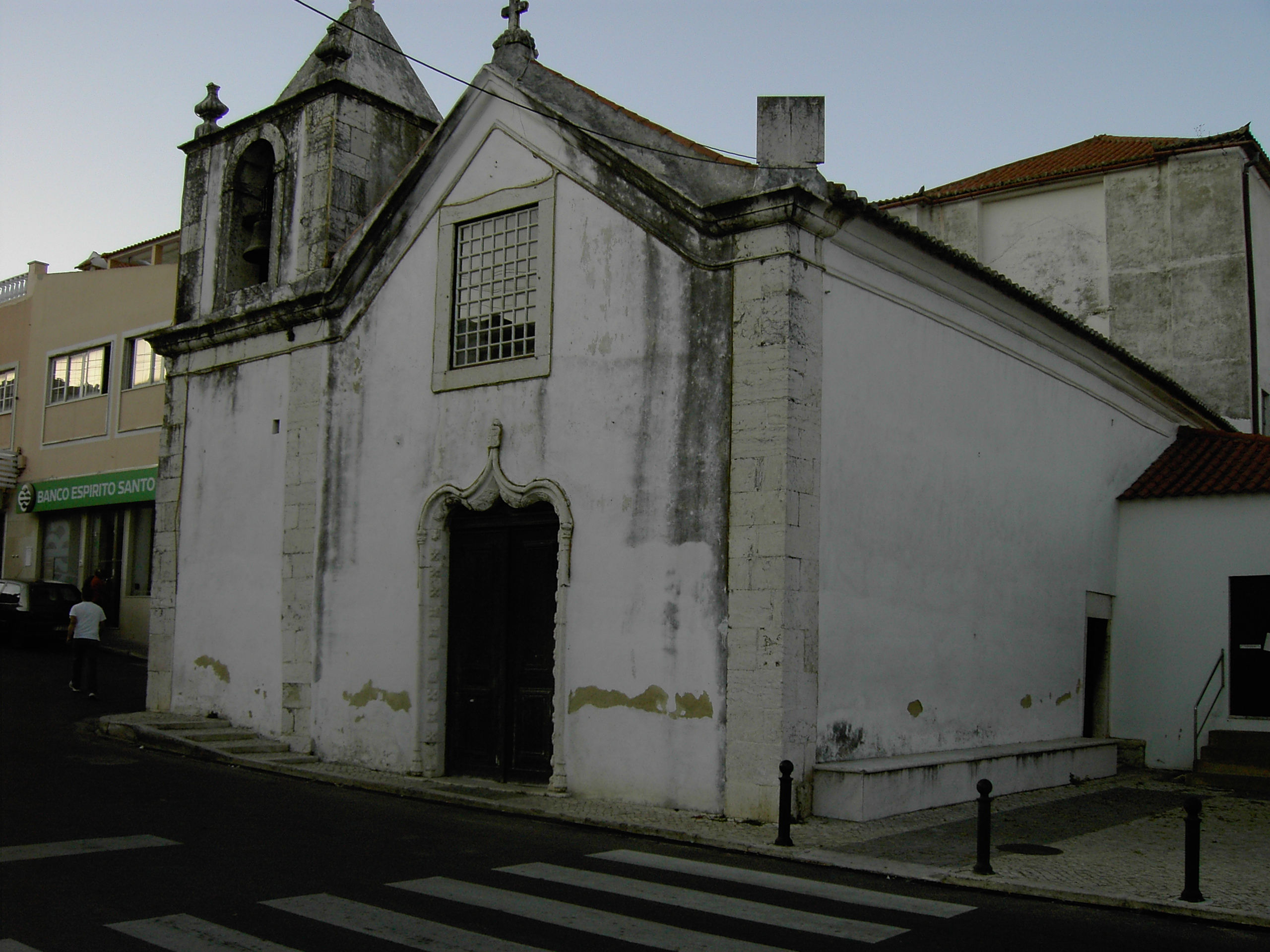
Igreja Matriz da Póvoa de Santo Adrião

## Património
- Igreja da Póvoa de Santo Adrião (Monumento Nacional)

## Instituições e movimento associativo
- Conservatório de Música D. Dinis (fundado em 1991).
- Sociedade Recreativa Povoense (1926)
- Grupo Recreativo da Quinta do Monsenhor (1974)
- Instituto Português de Pedagogia Infantil (1979)
- Ténis Clube da Póvoa (1990)
- Povarte (2002)
- Póvoa de Santo Adrião Atlético Clube (PSAAC)
- Associação Póvoa / Olival Basto (APOB)
- Grupo Desportivo Águias da Póvoa
- Associação Desportiva da Póvoa
- Clube Académico da Póvoa
- União Desportiva e Recreativa do Casal do Privilégio
- Clube de Cicloturismo da Quintinha

## Personalidades ilustres
- Pedro Alexandrino de Carvalho - Pintor Português (1729-1810)
- Barão da Póvoa de Santo Adrião
- Eurico Gomes - Jogador de Futebol (apesar de não ter nascido na localidade viveu aqui e iniciou a sua actividade nos antigos campos do Várzea tendo ido depois jogar para o Povoense Atlético Clube, ambos os clubes já extintos)

## Transportes
Os transportes públicos colectivos da Póvoa de Santo Adrião são assegurados pela empresa Rodoviária de Lisboa, nomeadamente através de 29 carreiras.